# Lista över svenska riktnummer
I Sverige är riktnumren mellan två och fyra siffror långa, där större städer och regioner har kortare riktnummer för att möjliggöra ett större antal telefonnummer bland de åtta till tio siffror som används. Från början var alla riktnummer minst tresiffriga – Stockholm hade 010. Men när antalet abonnenter ökade i Stockholm ändrades riktnumret från 010 till 08 för att det totala antalet siffror inte skulle överstiga nio i och med att Stockholms riktnummerområde införde sjusiffriga abonnentnummer. Före 1990-talet var tiosiffriga nummer väldigt ovanliga, men de har blivit alltmer vanliga genom avvecklingen av Televerkets monopol, det nya nödnumret 112 (vilket krävde att alla nummer som började med 11 ändrades), och införandet av gemensamt riktnummer för Storstockholm. Genom att införa ett gemensamt riktnummerområde i Storstockholm kunde man frigöra alla riktnummer som börjar på 07 för återanvändning inom mobiltelefoni. På samma sätt återanvändes Stockholms tidigare riktnummer 010 för de tidigaste mobiltjänsterna. Inget svenskt telefonnummer (utom 112 och 1177) är kortare än fem siffror. Sverige bytte 1999 till 00 som utlandsprefix (som sista EU-land), vilket ersatte det tidigare numret 009 (andra operatörer än Telia hade annat utlandsprefix, till exempel hade Tele2 007). Sveriges landsnummer är 46.

Regioner för de inledande siffrorna i geografiska riktnummer

## Geografiska riktnummer i nummerordning
De svenska riktnummerområdenas gränser följer inte kommun- och länsgränser, så uppgiften om län för riktnummerområdena avser endast de namngivande huvudorterna.
| Nummer | Område Officiellt namn enligt PTS | Län Avser namngivande ort(er) |
| ------ | --------------------------------- | ----------------------------- |
| 011    | Norrköping                        | Östergötlands län             |
| 0120   | Åtvidaberg                        | Östergötlands län             |
| 0121   | Söderköping                       | Östergötlands län             |
| 0122   | Finspång                          | Östergötlands län             |
| 0123   | Valdemarsvik                      | Östergötlands län             |
| 0125   | Vikbolandet                       | Östergötlands län             |
| 013    | Linköping                         | Östergötlands län             |
| 0140   | Tranås                            | Jönköpings län                |
| 0141   | Motala                            | Östergötlands län             |
| 0142   | Mjölby–Skänninge–Boxholm          | Östergötlands län             |
| 0143   | Vadstena                          | Östergötlands län             |
| 0144   | Ödeshög                           | Östergötlands län             |
| 0150   | Katrineholm                       | Södermanlands län             |
| 0151   | Vingåker                          | Södermanlands län             |
| 0152   | Strängnäs                         | Södermanlands län             |
| 0155   | Nyköping–Oxelösund                | Södermanlands län             |
| 0156   | Trosa–Vagnhärad                   | Södermanlands län             |
| 0157   | Flen–Malmköping                   | Södermanlands län             |
| 0158   | Gnesta                            | Södermanlands län             |
| 0159   | Mariefred                         | Södermanlands län             |
| 016    | Eskilstuna–Torshälla              | Södermanlands län             |
| 0171   | Enköping                          | Uppsala län                   |
| 0173   | Öregrund–Östhammar                | Uppsala län                   |
| 0174   | Alunda                            | Uppsala län                   |
| 0175   | Hallstavik–Rimbo                  | Stockholms län                |
| 0176   | Norrtälje                         | Stockholms län                |
| 018    | Uppsala                           | Uppsala län                   |
| 019    | Örebro–Kumla                      | Örebro län                    |
| 021    | Västerås                          | Västmanlands län              |
| 0220   | Hallstahammar–Surahammar          | Västmanlands län              |
| 0221   | Köping                            | Västmanlands län              |
| 0222   | Skinnskatteberg                   | Västmanlands län              |
| 0223   | Fagersta–Norberg                  | Västmanlands län              |
| 0224   | Sala–Heby                         | Västmanlands län/Uppsala län  |
| 0225   | Hedemora–Säter                    | Dalarnas län                  |
| 0226   | Avesta–Krylbo                     | Dalarnas län                  |
| 0227   | Kungsör                           | Västmanlands län              |
| 023    | Falun                             | Dalarnas län                  |
| 0240   | Ludvika–Smedjebacken              | Dalarnas län                  |
| 0241   | Gagnef–Floda                      | Dalarnas län                  |
| 0243   | Borlänge                          | Dalarnas län                  |
| 0246   | Svärdsjö–Enviken                  | Dalarnas län                  |
| 0247   | Leksand–Insjön                    | Dalarnas län                  |
| 0248   | Rättvik                           | Dalarnas län                  |
| 0250   | Mora–Orsa                         | Dalarnas län                  |
| 0251   | Älvdalen                          | Dalarnas län                  |
| 0253   | Idre–Särna                        | Dalarnas län                  |
| 0258   | Furudal                           | Dalarnas län                  |
| 026    | Gävle–Sandviken                   | Gävleborgs län                |
| 0270   | Söderhamn                         | Gävleborgs län                |
| 0271   | Alfta–Edsbyn                      | Gävleborgs län                |
| 0278   | Bollnäs                           | Gävleborgs län                |
| 0280   | Malung                            | Dalarnas län                  |
| 0281   | Vansbro                           | Dalarnas län                  |
| 0290   | Hofors–Storvik                    | Gävleborgs län                |
| 0291   | Hedesunda–Österfärnebo            | Gävleborgs län                |
| 0292   | Tärnsjö–Östervåla                 | Uppsala län                   |
| 0293   | Tierp–Söderfors                   | Uppsala län                   |
| 0294   | Karlholmsbruk–Skärplinge          | Uppsala län                   |
| 0295   | Örbyhus–Dannemora                 | Uppsala län                   |
| 0297   | Ockelbo–Hamrånge                  | Gävleborgs län                |
| 0300   | Kungsbacka                        | Hallands län                  |
| 0301   | Hindås                            | Västra Götalands län          |
| 0302   | Lerum                             | Västra Götalands län          |
| 0303   | Kungälv                           | Västra Götalands län          |
| 0304   | Orust–Tjörn                       | Västra Götalands län          |
| 031    | Göteborg                          | Västra Götalands län          |
| 0320   | Kinna                             | Västra Götalands län          |
| 0321   | Ulricehamn                        | Västra Götalands län          |
| 0322   | Alingsås–Vårgårda                 | Västra Götalands län          |
| 0325   | Svenljunga–Tranemo                | Västra Götalands län          |
| 033    | Borås                             | Västra Götalands län          |
| 0340   | Varberg                           | Hallands län                  |
| 0345   | Hyltebruk–Torup                   | Hallands län                  |
| 0346   | Falkenberg                        | Hallands län                  |
| 035    | Halmstad                          | Hallands län                  |
| 036    | Jönköping–Huskvarna               | Jönköpings län                |
| 0370   | Värnamo                           | Jönköpings län                |
| 0371   | Gislaved–Anderstorp               | Jönköpings län                |
| 0372   | Ljungby                           | Kronobergs län                |
| 0380   | Nässjö                            | Jönköpings län                |
| 0381   | Eksjö                             | Jönköpings län                |
| 0382   | Sävsjö                            | Jönköpings län                |
| 0383   | Vetlanda                          | Jönköpings län                |
| 0390   | Gränna                            | Jönköpings län                |
| 0392   | Mullsjö                           | Jönköpings län                |
| 0393   | Vaggeryd                          | Jönköpings län                |
| 040    | Malmö                             | Skåne län                     |
| 0410   | Trelleborg                        | Skåne län                     |
| 0411   | Ystad                             | Skåne län                     |
| 0413   | Eslöv–Höör                        | Skåne län                     |
| 0414   | Simrishamn                        | Skåne län                     |
| 0415   | Hörby                             | Skåne län                     |
| 0416   | Sjöbo                             | Skåne län                     |
| 0417   | Tomelilla                         | Skåne län                     |
| 0418   | Landskrona–Svalöv                 | Skåne län                     |
| 042    | Helsingborg–Höganäs               | Skåne län                     |
| 0430   | Laholm                            | Hallands län                  |
| 0431   | Ängelholm–Båstad                  | Skåne län                     |
| 0433   | Markaryd–Strömsnäsbruk            | Kronobergs län                |
| 0435   | Klippan–Perstorp                  | Skåne län                     |
| 044    | Kristianstad                      | Skåne län                     |
| 0451   | Hässleholm                        | Skåne län                     |
| 0454   | Karlshamn–Olofström               | Blekinge län                  |
| 0455   | Karlskrona                        | Blekinge län                  |
| 0456   | Sölvesborg–Bromölla               | Blekinge län/Skåne län        |
| 0457   | Ronneby                           | Blekinge län                  |
| 0459   | Ryd                               | Kronobergs län                |
| 046    | Lund                              | Skåne län                     |
| 0470   | Växjö                             | Kronobergs län                |
| 0471   | Emmaboda                          | Kalmar län                    |
| 0472   | Alvesta–Rydaholm                  | Kronobergs län/Jönköpings län |
| 0474   | Åseda–Lenhovda                    | Kronobergs län                |
| 0476   | Älmhult                           | Kronobergs län                |
| 0477   | Tingsryd                          | Kronobergs län                |
| 0478   | Lessebo                           | Kronobergs län                |
| 0479   | Osby                              | Skåne län                     |
| 0480   | Kalmar                            | Kalmar län                    |
| 0481   | Nybro                             | Kalmar län                    |
| 0485   | Öland                             | Kalmar län                    |
| 0486   | Torsås                            | Kalmar län                    |
| 0490   | Västervik                         | Kalmar län                    |
| 0491   | Oskarshamn–Högsby                 | Kalmar län                    |
| 0492   | Vimmerby                          | Kalmar län                    |
| 0493   | Gamleby                           | Kalmar län                    |
| 0494   | Kisa                              | Östergötlands län             |
| 0495   | Hultsfred–Virserum                | Kalmar län                    |
| 0496   | Mariannelund                      | Jönköpings län                |
| 0498   | Gotland                           | Gotlands län                  |
| 0499   | Mönsterås                         | Kalmar län                    |
| 0500   | Skövde                            | Västra Götalands län          |
| 0501   | Mariestad                         | Västra Götalands län          |
| 0502   | Tidaholm                          | Västra Götalands län          |
| 0503   | Hjo                               | Västra Götalands län          |
| 0504   | Tibro                             | Västra Götalands län          |
| 0505   | Karlsborg                         | Västra Götalands län          |
| 0506   | Töreboda–Hova                     | Västra Götalands län          |
| 0510   | Lidköping                         | Västra Götalands län          |
| 0511   | Skara–Götene                      | Västra Götalands län          |
| 0512   | Vara–Nossebro                     | Västra Götalands län          |
| 0513   | Herrljunga                        | Västra Götalands län          |
| 0514   | Grästorp                          | Västra Götalands län          |
| 0515   | Falköping                         | Västra Götalands län          |
| 0520   | Trollhättan                       | Västra Götalands län          |
| 0521   | Vänersborg                        | Västra Götalands län          |
| 0522   | Uddevalla                         | Västra Götalands län          |
| 0523   | Lysekil                           | Västra Götalands län          |
| 0524   | Munkedal                          | Västra Götalands län          |
| 0525   | Grebbestad                        | Västra Götalands län          |
| 0526   | Strömstad                         | Västra Götalands län          |
| 0528   | Färgelanda                        | Västra Götalands län          |
| 0530   | Mellerud                          | Västra Götalands län          |
| 0531   | Bengtsfors                        | Västra Götalands län          |
| 0532   | Åmål                              | Västra Götalands län          |
| 0533   | Säffle                            | Värmlands län                 |
| 0534   | Ed                                | Västra Götalands län          |
| 054    | Karlstad                          | Värmlands län                 |
| 0550   | Kristinehamn                      | Värmlands län                 |
| 0551   | Gullspång                         | Västra Götalands län          |
| 0552   | Deje                              | Värmlands län                 |
| 0553   | Molkom                            | Värmlands län                 |
| 0554   | Kil                               | Värmlands län                 |
| 0555   | Grums                             | Värmlands län                 |
| 0560   | Torsby                            | Värmlands län                 |
| 0563   | Hagfors–Munkfors                  | Värmlands län                 |
| 0564   | Sysslebäck                        | Värmlands län                 |
| 0565   | Sunne                             | Värmlands län                 |
| 0570   | Arvika                            | Värmlands län                 |
| 0571   | Charlottenberg–Åmotfors           | Värmlands län                 |
| 0573   | Årjäng                            | Värmlands län                 |
| 0580   | Kopparberg                        | Örebro län                    |
| 0581   | Lindesberg                        | Örebro län                    |
| 0582   | Hallsberg                         | Örebro län                    |
| 0583   | Askersund                         | Örebro län                    |
| 0584   | Laxå                              | Örebro län                    |
| 0585   | Fjugesta–Svartå                   | Örebro län                    |
| 0586   | Karlskoga–Degerfors               | Örebro län                    |
| 0587   | Nora                              | Örebro län                    |
| 0589   | Arboga                            | Västmanlands län              |
| 0590   | Filipstad                         | Värmlands län                 |
| 0591   | Hällefors–Grythyttan              | Örebro län                    |
| 060    | Sundsvall–Timrå                   | Västernorrlands län           |
| 0611   | Härnösand                         | Västernorrlands län           |
| 0612   | Kramfors                          | Västernorrlands län           |
| 0613   | Ullånger                          | Västernorrlands län           |
| 0620   | Sollefteå                         | Västernorrlands län           |
| 0621   | Junsele                           | Västernorrlands län           |
| 0622   | Näsåker                           | Västernorrlands län           |
| 0623   | Ramsele                           | Västernorrlands län           |
| 0624   | Backe                             | Jämtlands län                 |
| 063    | Östersund                         | Jämtlands län                 |
| 0640   | Krokom                            | Jämtlands län                 |
| 0642   | Lit                               | Jämtlands län                 |
| 0643   | Hallen–Oviken                     | Jämtlands län                 |
| 0644   | Hammerdal                         | Jämtlands län                 |
| 0645   | Föllinge                          | Jämtlands län                 |
| 0647   | Åre–Järpen                        | Jämtlands län                 |
| 0650   | Hudiksvall                        | Gävleborgs län                |
| 0651   | Ljusdal                           | Gävleborgs län                |
| 0652   | Bergsjö                           | Gävleborgs län                |
| 0653   | Delsbo                            | Gävleborgs län                |
| 0657   | Los                               | Gävleborgs län                |
| 0660   | Örnsköldsvik                      | Västernorrlands län           |
| 0661   | Bredbyn                           | Västernorrlands län           |
| 0662   | Björna                            | Västernorrlands län           |
| 0663   | Husum                             | Västernorrlands län           |
| 0670   | Strömsund                         | Jämtlands län                 |
| 0671   | Hoting                            | Jämtlands län                 |
| 0672   | Gäddede                           | Jämtlands län                 |
| 0680   | Sveg                              | Jämtlands län                 |
| 0682   | Rätan                             | Jämtlands län                 |
| 0684   | Hede–Funäsdalen                   | Jämtlands län                 |
| 0687   | Svenstavik                        | Jämtlands län                 |
| 0690   | Ånge                              | Västernorrlands län           |
| 0691   | Torpshammar                       | Västernorrlands län           |
| 0692   | Liden                             | Västernorrlands län           |
| 0693   | Bräcke–Gällö                      | Jämtlands län                 |
| 0695   | Stugun                            | Jämtlands län                 |
| 0696   | Hammarstrand                      | Jämtlands län                 |
| 08     | Stockholm                         | Stockholms län                |
| 090    | Umeå                              | Västerbottens län             |
| 0910   | Skellefteå                        | Västerbottens län             |
| 0911   | Piteå                             | Norrbottens län               |
| 0912   | Byske                             | Västerbottens län             |
| 0913   | Lövånger                          | Västerbottens län             |
| 0914   | Burträsk                          | Västerbottens län             |
| 0915   | Bastuträsk                        | Västerbottens län             |
| 0916   | Jörn                              | Västerbottens län             |
| 0918   | Norsjö                            | Västerbottens län             |
| 0920   | Luleå                             | Norrbottens län               |
| 0921   | Boden                             | Norrbottens län               |
| 0922   | Haparanda                         | Norrbottens län               |
| 0923   | Kalix                             | Norrbottens län               |
| 0924   | Råneå                             | Norrbottens län               |
| 0925   | Lakaträsk                         | Norrbottens län               |
| 0926   | Överkalix                         | Norrbottens län               |
| 0927   | Övertorneå                        | Norrbottens län               |
| 0928   | Harads                            | Norrbottens län               |
| 0929   | Älvsbyn                           | Norrbottens län               |
| 0930   | Nordmaling                        | Västerbottens län             |
| 0932   | Bjurholm                          | Västerbottens län             |
| 0933   | Vindeln                           | Västerbottens län             |
| 0934   | Robertsfors                       | Västerbottens län             |
| 0935   | Vännäs                            | Västerbottens län             |
| 0940   | Vilhelmina                        | Västerbottens län             |
| 0941   | Åsele                             | Västerbottens län             |
| 0942   | Dorotea                           | Västerbottens län             |
| 0943   | Fredrika                          | Västerbottens län             |
| 0950   | Lycksele                          | Västerbottens län             |
| 0951   | Storuman                          | Västerbottens län             |
| 0952   | Sorsele                           | Västerbottens län             |
| 0953   | Malå                              | Västerbottens län             |
| 0954   | Tärnaby                           | Västerbottens län             |
| 0960   | Arvidsjaur                        | Norrbottens län               |
| 0961   | Arjeplog                          | Norrbottens län               |
| 0970   | Gällivare                         | Norrbottens län               |
| 0971   | Jokkmokk                          | Norrbottens län               |
| 0973   | Porjus                            | Norrbottens län               |
| 0975   | Hakkas                            | Norrbottens län               |
| 0976   | Vuollerim                         | Norrbottens län               |
| 0977   | Korpilombolo                      | Norrbottens län               |
| 0978   | Pajala                            | Norrbottens län               |
| 0980   | Kiruna                            | Norrbottens län               |
| 0981   | Vittangi                          | Norrbottens län               |

## Avskaffade riktnummer
| 010  | Stockholm fram till 1964. Man bytte för att möjliggöra sjusiffriga abonnentnummer. 010 och 08 fungerade parallellt några år i början på 1960-talet. Numret övertogs 1981 av NMT-nätet, som lades ner 2007. Numera är 010 ett geografiskt oberoende "riktnummer". |
| 0412 | Lund, avskaffades inför införandet av sexsiffriga nummer i juni 1967. Det nya riktnumret 046 infördes 4 april 1966 men under övergångsperiod kunde det gamla riktnumret fortfarande användas parallellt med det nya.                                             |
| 0450 | Tollarp–Degeberga fram till 1989. Området ingår nu i riktnummer 044 Kristianstad. |
| 0497 | Hemse och södra Gotland. Ingår sedan cirka 1989 (då Hemse fick AXE-växel) i 0498 Gotland. |

Följande riktnummer avskaffades etappvis under perioden maj–oktober 1992 och uppgick alla i 08.
| 0750 | Haninge (Handen/Vendelsö hörde till 08)                             |
| 0752 | Nynäshamn                                                           |
| 0753 | Sorunda, Tumba, Botkyrka och Salem (Tullinge hörde till 08)         |
| 0755 | Södertälje                                                          |
| 0756 | Ekerö/Mälaröarna                                                    |
| 0758 | Jakobsberg, Kallhäll, Stäket, Upplands-Bro (Barkarby hörde till 08) |
| 0760 | Sigtuna, Upplands Väsby                                             |
| 0762 | Täby–Vallentuna (Täby närmast Stockholm hörde till 08)              |
| 0764 | Österåker–Vaxholm                                                   |
| 0766 | Värmdö                                                              |

## Prefixnummer
Prefixnummer är inte att betrakta som riktnummer då de inte har någon geografisk koppling utan snarare en funktionell koppling och alltid måste slås.
| 010                     | Geografiskt oberoende                 |
| 020, 0200               | Frisamtal                             |
| 0378                    | Telematiktjänster                     |
| 070, 072, 073, 076, 079 | För digital mobiltelefoni.            |
| 0710                    | Mobilt bredband fr.o.m 8 oktober 2014 |
| 0719                    | Telematikabonnemang                   |
| 074-0, -2–9             | Personsökning                         |
| 075                     | Personliga nummertjänster             |
| 077                     | Tjänster med delad kostnad            |
| 078                     | Teleoperatörernas egna tjänster       |
| 0900, 0939, 0944        | Betalsamtal                           |
| 0969                    | Samtal till telefonautomat            |
| 099                     | Massanrop                             |